# Vicious (Sabrina Carpenter)
Vicious è un singolo della cantante statunitense Sabrina Carpenter, pubblicato il 1º luglio 2022 tramite l'etichetta Island Records come terzo estratto dal suo quinto album in studio Emails I Can't Send.

## Antefatti
Il 15 giugno 2022, Carpenter ha condiviso un video su TikTok con una breve anteprima della canzone con il link per il pre-save. Il singolo è stato pubblicato il 1º luglio 2022 dopo Fast Times per promuovere il suo quinto album in studio Emails I Can't Send. Carpenter ha fatto ascoltare dal vivo la canzone al NMPA & Billboard Grammy Week Showcase.

## Formazione
- Sabrina Carpenter – voce, testi
- Jason Evigan – testi, produzione, registrazione, programmazione, chitarra, basso, sintetizzatore
- Amy Allen – testi
- Jackson Rau – registrazione
- Josh Gudwin – mixing
- Heidi Wang – mix engineer
- Will Quinnell – mastering

## Classifiche
| Classifica (2022) | Posizione massima |
| ----------------- | ----------------- |
| Nuova Zelanda     | 26                |